# Muhacir

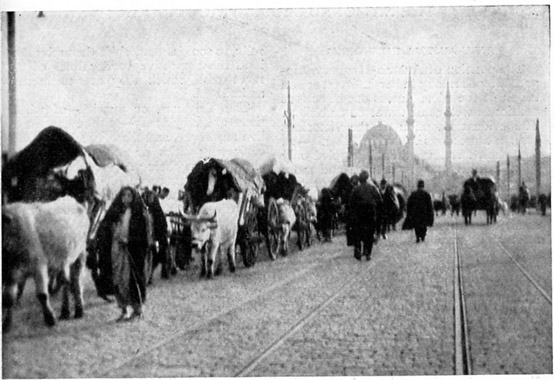
Muhacirs à chegada a Istambul atravessam a Ponte de Gálata, Império Otomano, em 1912, com a Nova Mesquita ao fundo

Os Muhacir são estimados milhões de muçulmanos otomanos e os seus descendentes nascidos após o início da dissolução do Império Otomano. Os muhacirs são principalmente turcos, mas também albaneses, bosníacos, circassianos, tártaros da Crimeia, pomaques, muçulmanos Torbesh, muçulmanos gregos, muçulmanos sérvios, muçulmanos georgianos, e ciganos muçulmanos que emigraram da Trácia Oriental e Anatólia do final do século XVIII ao final do século XX, período em foram forçados a retornar, devido à perseguição contínua e expulsão dos seus territórios geográficos, fora da Turquia.
É possível que um terço da população atual da Turquia possa ter ascendência (total ou parcial) destes migrantes turcos e doutros muçulmanos.
Estimativas de 5 a 7 milhões de migrantes muçulmanos oriundos dos Bálcãs (Bulgária 1,15 milhão a 1,5 milhão; Grécia 1,2 milhão; Roménia 400.000;  antiga Jugoslávia 800.000), Rússia (500.000), Cáucaso (900.000, dos quais dois terços permaneceram, o restante indo para a Jordânia e Chipre) e Síria (500.000, como resultado da Guerra Civil Síria) chegaram à Anatólia Otomana e Turquia moderna entre 1783 e 2016 num grande influxo, dos quais 4 milhões chegaram em 1924, 1,3 milhão de 1934 a 1945 e mais de 1,2 milhão antes da explosão da Guerra Civil Síria.
O fluxo migratório durante finais do século XIX e começo do século XX, foi causado pela perda quase total do território otomano que ocorreu durante a Guerra dos Balcãs de 1912-13 e a Primeira Guerra Mundial.  Estes Muhacirs, ou refugiados, viram no Império Otomano, e  mais tarde na República da Turquia, a " pátria " protectora. Muitos muhacirs refugiaram-se na Anatólia a fim de escapar à perseguição generalizada aos muçulmanos otomanos que se tornou lugar-comum nos últimos anos do Império Otomano.

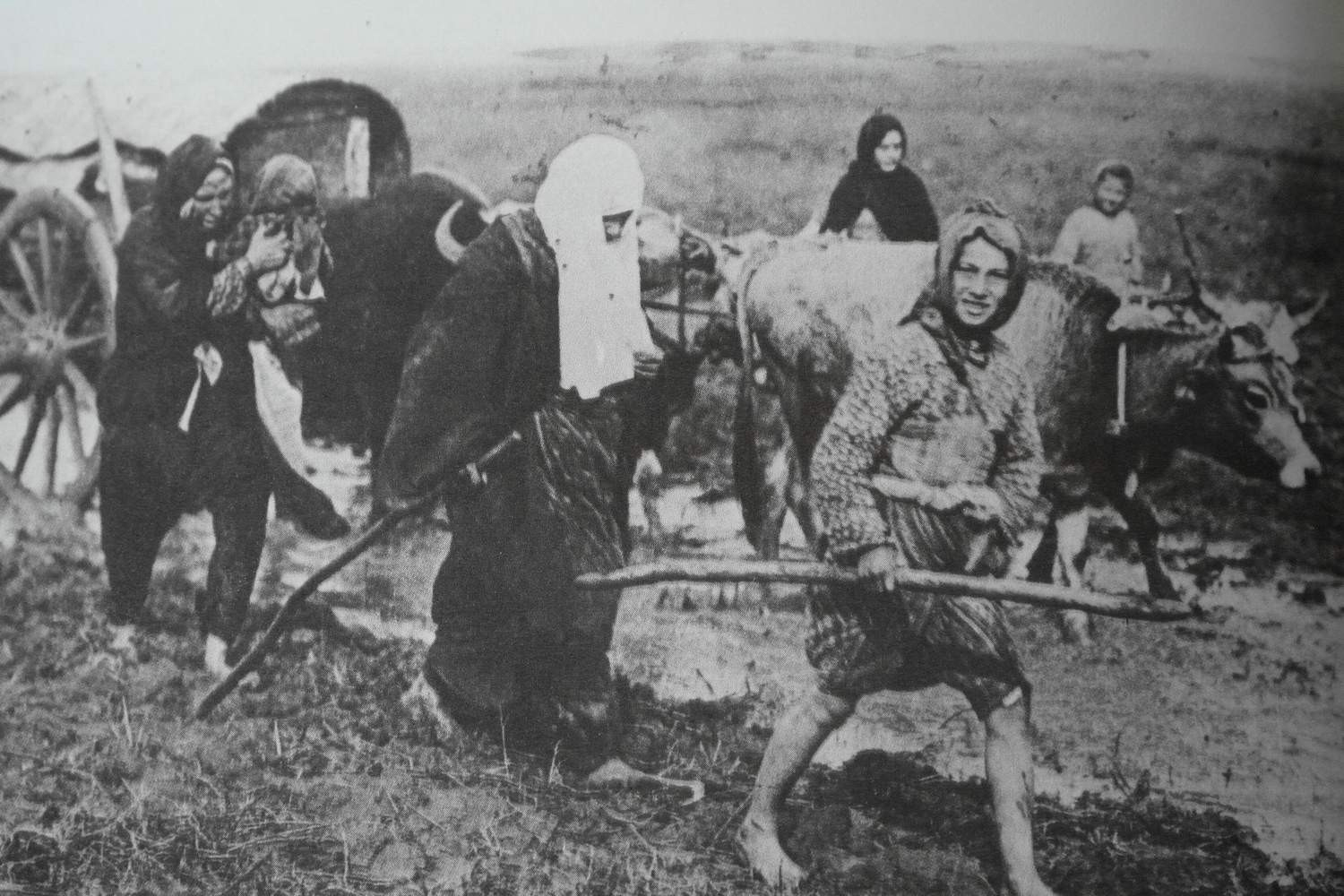
Turcos da Bulgária voltam à Anatólia em 1912

Subsequentemente, com o estabelecimento da República da Turquia em 1923, um grande afluxo de  turcos, bem como doutros muçulmanos, dos Balcãs, do Mar Negro, do Cáucaso, das ilhas do Mar Egeu, do Chipre, do Sanjak de Alexandretta (İskenderun), do Médio Oriente e da União Soviética continuou a chegar à Turquia, estabelecendo-se na região urbana do noroeste Anatólico.   Durante o genocídio circassiano, entre 800.000 e 1.5 milhões de circassianos muçulmanos foram sistematicamente assassinados em massa, submetidos a limpeza étnica e expulsos da sua terra natal, a Circássia, pelos Russos, após a Guerra Russo-Circassiana (1763–1864).  Em 1923, em excesso de 500.000 muçulmanos étnicos de várias nacionalidades, chegaram da Grécia como parte da troca populacional entre a Grécia e a Turquia (a troca populacional não foi baseada na etnia, mas sim na Crença religiosa). Após 1925, a Turquia continuou a aceitar muçulmanos de língua turca como imigrantes e não desencorajou a emigração de membros de minorias não turcas, de crença islâmica. Acima de 90% de todos estes imigrantes vieram dos países dos Balcãs. Entre 1934 e 1945, 229.870 refugiados e imigrantes chegaram à Turquia. 
Desde a década de 1930 a 2016, a migração acrescentou dois milhões de muçulmanos à Turquia. A maioria destes imigrantes eram turcos dos Balcãs que enfrentavam assédio e discriminação nos territórios com comunidades maioritariamente Cristãs onde viviam. Novas vagas de turcos étnicos e outros muçulmanos, expulsos da Bulgária e da Jugoslávia entre 1951 e 1953, foram seguidas por mais um êxodo da Bulgária eentre 1983-89, elevando assim o número de imigrantes para a Turquia em quase dez milhões de pessoas. 
Mais recentemente ainda, Turcos mesquécios emigraram para a Turquia originários de estados da ex-União Soviética (particularmente da Ucrânia, após a anexação da Crimeia pela Federação Russa em 2014), e muitos turcomanos iraquianos e turcomanos sírios refugiaram-se na Turquia devido à recente Guerra do Iraque (2003-2011) e à Guerra Civil Síria (2011-presente). Desde a Guerra Civil Síria mais de 3,7 milhões de sírios migraram para a Turquia, mas a classificação dos refugiados sírios como Muhacirs foi descrita como controversa e com conotação política.